# Q格式
Q格式是二進制的定點數格式，其中會標示小數位元（也可能包括整數位元）的長度。例如Q15數表示分數部份有15個位元，而Q1.14數表示1個整數位元以及14個小數位元。
針對有號的定點數，有二種Q格式的表示方式。其中一種是將符號位元算在整數位元裡，但另外一種就不是。例如，16位元的有號整數（無小數位元）可以表示為Q16.0或Q15.0。因此，在用說明Q格式的有號定點數字時，可能也需要一併標示總位元數（在此處為16）。
Q格式是幾種廣為使用的定點数中的一種。定點数常用在不支援浮點運算器的硬體,或是用在需要固定解析度的應用。

## 特點
Q格式用來標示定點數，儲存以及運算都是以一般的二進位整數為基礎來處理，因此允許標準的整數硬體／算術邏輯單元來進行有理数運算。程式設計者可以依應用需求，選定其整數位元數、小數位元數（以及資料總位元數），而之後定點數的範圍以及解析度就會依整數位元數、小數位元數而不同。
有些DSP架構原生支持一些常用的Q格式（例如Q1.15），這種情形下，可以在一個指令下就進行四則運算，若是加減法，可以支援饱和运算，若是乘除法，可以有正規化的機能。不過大部份的DSP無此功能，若DSP架構不支持選定的Q格式，程式設計者就要自行再針對加減法進行饱和运算，針對乘除法進行正規化。
有號號Q格式的表示方式有兩種，都寫成Qm.n：
- Q表示這個數字是以Q格式表示，在德州仪器則用Q表示是有號的Q格式（Q是數學裡表示有理數的字母）
- m.（可省略，若省略的話，假設是0或1）是數字在用二補數表示下的整數位元數，可能包括符位元，也可能不包括（這也是若m省略的話，假設是0或1的原因）。
- n是數字中小數的位元數，也就是二進位表示時，在小數點右邊的二進位個數（若n = 0，表示Q格式數字是整數）。

一種表示方式將符號位元放在整數位元 m中一起計算，另一種則不是。確認方式可以將m和n相加，看是否等於數字位元數，若相等，表示其符號位元放在整數位元 m，若比數字位元數少1，表示其其符號位元獨立計算。
此外，字母U可以放在Q前面，說明是無號數，例如UQ1.15，數值範圍是0.0 to +1.999969482421875 （也就是{\displaystyle 1+{\frac {2^{15}-1}{2^{15}}}}）。
有號的Q格式數值會用二補數儲存，正如大部份處理器處理整數的情形一樣。在二補數中，會用符號位元填滿沒有用到數字位元。
針對給定的Qm.n格式（假設符號位元也算在m個位元內），用m+n位元的有號整數來處理，再考慮其中有n位元是表示小數：
- 其範圍為{\displaystyle [-(2^{m-1}),2^{m-1}-2^{-n}]}
- 其解析度為{\displaystyle 2^{-n}}

針對給定的UQm.n格式，用m+n位元的有號整數來處理，再考慮其中有n位元是表示小數：
- 其範圍為{\displaystyle [0,2^{m}-2^{-n}]}
- 其解析度為{\displaystyle 2^{-n}}

例如Q15.1格式的數字：
- 需要位元數為15+1 = 16位元
- 其範圍為[-214, 214 - 2−1] = [-16384.0, +16383.5] = [0x8000,  0x8001 … 0xFFFF, 0x0000, 0x0001 … 0x7FFE, 0x7FFF]
- 其解析度為2−1 = 0.5

Q格式和浮点数不同，Q格式數字的解析度不隨數字大小而不冋。

## 轉換

### 浮點數到Q格式
若要將浮點數（例如IEEE 754）轉換為Qm.n的格式：
1. 將浮點數乘以2n
2. 四捨五入到最接近的整數

### Q格式到浮點數
若要將Qm.nQ格式的數數轉換為浮點數：
1. 將整數轉換為浮點數
2. 乘以2−n

## 數學運算
Q格式的數字是二個整數的比例：會儲存分子，而分母固定是2n。
考慮以下的例子；
- Q8格式的分母是28 = 256
- 1.5等於384/256
- 會儲存384，256不儲存（因為是Q8格式，分母固定是256）

若Q格式的基底固定（n都相同），則Q格式的數學運算需維持分母不變。以下是二個相同Q格式數字{\displaystyle N_{1}}和{\displaystyle N_{2}}的運算。
{\displaystyle {\begin{aligned}{\frac {N_{1}}{d}}+{\frac {N_{2}}{d}}&={\frac {N_{1}+N_{2}}{d}}\\{\frac {N_{1}}{d}}-{\frac {N_{2}}{d}}&={\frac {N_{1}-N_{2}}{d}}\\\left({\frac {N_{1}}{d}}\times {\frac {N_{2}}{d}}\right)\times d&={\frac {N_{1}\times N_{2}}{d}}\\\left({\frac {N_{1}}{d}}/{\frac {N_{2}}{d}}\right)/d&={\frac {N_{1}/N_{2}}{d}}\end{aligned}}}
因為分母是二的次幂，因此和二的次幂相乘可以表示為二進制下的左移，和二的次幂相除可以表示為二進制下的右移，很多處理器的左移和右移會比乘除法要快。
為了要維持乘法和除法的精度，中間值需要用雙精度來儲存，在轉換回需要的Q格式數字之間，也需要先注意数值修约的處理。
兩個不同Q格式基底的數字也可以相乘除，相乘除的數字也可以用另一個基底表示。以下是二個Q格式數字{\displaystyle N_{1}}（分母{\displaystyle d_{1}}）和{\displaystyle N_{2}}（分母{\displaystyle d_{2}}）的運算，運算結果的分母是{\displaystyle d_{3}}。
{\displaystyle {\begin{aligned}\left({\frac {N_{1}}{d_{1}}}\times {\frac {N_{2}}{d_{2}}}\right)\times {\frac {d_{1}d_{2}}{d_{3}}}&={\frac {N_{1}\times N_{2}}{d_{3}}}\\\left({\frac {N_{1}}{d_{1}}}/{\frac {N_{2}}{d_{2}}}\right)\times {\frac {d_{1}}{d_{2}d_{3}}}&={\frac {N_{1}/N_{2}}{d_{3}}}\end{aligned}}}

若用C语言，相同Q格式基底數字四則運算對應的程式如下（以下的Q是表示小數部份的位元數）

### 加法
```
int16_t
 
q_add
(
int16_t
 
a
,
 
int16_t
 
b
)

{

    
return
 
a
 
+
 
b
;

}

```

有飽和
```
int16_t
 
q_add_sat
(
int16_t
 
a
,
 
int16_t
 
b
)

{

    
int16_t
 
result
;

    
int32_t
 
tmp
;

    
tmp
 
=
 
(
int32_t
)
a
 
+
 
(
int32_t
)
b
;

    
if
 
(
tmp
 
>
 
0x7FFF
)

        
tmp
 
=
 
0x7FFF
;

    
if
 
(
tmp
 
<
 
-1
 
*
 
0x8000
)

        
tmp
 
=
 
-1
 
*
 
0x8000
;

    
result
 
=
 
(
int16_t
)
tmp
;

    
return
 
result
;

}

```

浮點數有±Inf，但Q格式沒有，若不進行飽和處理，二個很大的正數相加，可能會變成一個很大的負數。若是用組合語言，可以用Signed Overflow旗標來避免C語言實現時需要的型態轉換。

### 減法
```
int16_t
 
q_sub
(
int16_t
 
a
,
 
int16_t
 
b
)

{

    
return
 
a
 
-
 
b
;

}

```

### 乘法
```
// precomputed value:

#define K   (1 << (Q - 1))

 

// saturate to range of int16_t

int16_t
 
sat16
(
int32_t
 
x
)

{

	
if
 
(
x
 
>
 
0x7FFF
)
 
return
 
0x7FFF
;

	
else
 
if
 
(
x
 
<
 
-0x8000
)
 
return
 
-0x8000
;

	
else
 
return
 
(
int16_t
)
x
;

}

int16_t
 
q_mul
(
int16_t
 
a
,
 
int16_t
 
b
)

{

    
int16_t
 
result
;

    
int32_t
 
temp
;

    
temp
 
=
 
(
int32_t
)
a
 
*
 
(
int32_t
)
b
;
 
// result type is operand's type

    
// Rounding; mid values are rounded up

    
temp
 
+=
 
K
;

    
// Correct by dividing by base and saturate result

    
result
 
=
 
sat16
(
temp
 
>>
 
Q
);

    
return
 
result
;

}

```

### 除法
```
int16_t
 
q_div
(
int16_t
 
a
,
 
int16_t
 
b
)

{

    
/* pre-multiply by the base (Upscale to Q16 so that the result will be in Q8 format) */

    
int32_t
 
temp
 
=
 
(
int32_t
)
a
 
<<
 
Q
;

    
/* Rounding: mid values are rounded up (down for negative values). */

    
/* OR compare most significant bits i.e. if (((temp >> 31) & 1) == ((b >> 15) & 1)) */

    
if
 
((
temp
 
>=
 
0
 
&&
 
b
 
>=
 
0
)
 
||
 
(
temp
 
<
 
0
 
&&
 
b
 
<
 
0
))
 
{
   

        
temp
 
+=
 
b
 
/
 
2
;
    
/* OR shift 1 bit i.e. temp += (b >> 1); */

    
}
 
else
 
{

        
temp
 
-=
 
b
 
/
 
2
;
    
/* OR shift 1 bit i.e. temp -= (b >> 1); */

    
}

    
return
 
(
int16_t
)(
temp
 
/
 
b
);

}

```

## 延伸閱讀
- Oberstar, Erick L.  (PDF). 1.2. Oberstar Consulting. 2007-08-30 [2004]  [2017-11-04]. （原始内容存档 (PDF)于2017-11-04）. (Note: the accuracy of the article is in dispute; see discussion.)

## 外部連結
- .   [2017-11-04]. （原始内容存档于2017-11-04）.